# Ley Electoral General
La Ley Electoral General (普通選挙法, Futsū Senkyo Hō) fue una ley aprobada en el período Taishō en Japón, que extendió el sufragio a todos los hombres de 25 años o más. Fue propuesto por el partido político Kenseitō y aprobado por la Dieta de Japón el 29 de marzo de 1925, antes de ser promulgada el 5 de mayo del mismo año.

## Antecedentes
El período Meiji en Japón estaba dominado por la oligarquía Meiji, que veía con recelo la democracia popular y la política de partidos. Sin embargo, después de la promulgación de la Constitución Meiji, se extendió el sufragio limitado a los propietarios varones, mayores de 25 años, que pagaban más de 15 yenes en impuestos anuales para las elecciones a la cámara baja a partir de 1890. El número de votantes logrados bajo esta restricción fue de alrededor de 450.000 (aproximadamente el 1% de la población). Durante las siguientes tres décadas, el número aumentó a alrededor de 3.000.000. Muchos puestos ejecutivos y legislativos en el gobierno japonés fueron de designación, en lugar de elegidos. Aunque se eligieron escaños en las asambleas locales, de prefectura y nacionales (inferiores), la Cámara de los Pares estaba compuesta por miembros nombrados y hereditarios, y los gobernadores de prefecturas fueron nombrados por el gobierno central y respondían solo al Ministerio del Interior (Japón). Los alcaldes de la ciudad fueron nombrados por el gobernador de la prefectura, aunque de una lista de nombres suministrados por la asamblea elegida de la ciudad.

## Movimiento por el sufragio universal
Casi desde el comienzo de las elecciones en Japón, surgieron movimientos populares para eliminar el requisito de pago de impuestos, que efectivamente despojó a un gran segmento de la población masculina adulta. En 1897, se creó la Liga Universal del Sufragio (普通選挙期成同盟会, Futsu Senkyo Kisei Dōmeikai) para crear conciencia pública a través de grupos de discusión y publicaciones periódicas. Los miembros de la Dieta, principalmente de la facción liberal dentro de la Dieta, con el apoyo del Partido Liberal de Japón (Jiyuto) y sus ramificaciones, presentaron proyectos de ley a la Dieta en 1902, 1903, 1908, 1909 y 1910. El movimiento finalmente pareció tener éxito en marzo de 1911, cuando la Cámara Baja aprobó su Proyecto de Ley de Sufragio Universal para ser rechazado sumariamente por la Cámara de los Pares.
El aumento de la hostilidad del gobierno hacia los grupos radicales se amplió en la década de 1910, con la implementación de las Leyes de Preservación de la Paz y el aumento de la censura y la vigilancia de los presuntos grupos radicales asociados con movimientos de izquierda o laborales. Sin embargo, el movimiento por el sufragio universal resurgió en 1918-1919 con manifestaciones organizadas por asociaciones estudiantiles y laborales y un repentino aumento en el interés de periódicos y revistas populares. Los partidos políticos de oposición, el Kenseikai y el Rikken Kokumintō se subieron al carro, mientras que el gobierno del Rikken Seiyūkai todavía se opuso.
Los partidos liberales favorecieron un aumento en la franquicia popular para mantenerse al día con la tendencia mundial hacia la democracia y para proporcionar una válvula de seguridad para el descontento urbano y rural. Los partidos más conservadores, temiendo que el aumento de la base de votantes favorecería a sus opositores liberales, se resistieron a estas propuestas.
En 1924, una alianza del Kenseikai con el Seiyukai obtuvo una victoria sobre el gobierno no partidista de Kiyoura Keigo. El líder del Kenseikai, Katō Takaaki, fue designado en primer ministro de Japón, y el Seiyukai se vio obligado a aceptar la propuesta del Kenseikai de extender el sufragio masculino universal a todos los ciudadanos varones mayores de 25 años como precio de la coalición. El proyecto de ley se aprobó en 1925 y entró en vigencia para las elecciones del 20 de febrero de 1928.

## Críticas
La Ley Electoral General se aprobó solo después de que se aprobó las Leyes de Preservación de la Paz. Aunque se otorgó más democracia, la libertad (en términos de libertad de prensa, libertad de reunión y libertad de expresión) fue limitada al mismo tiempo. Con el aumento enorme de la base de votantes (aproximadamente 12 millones de votantes en 1925, o aproximadamente el 20% de la población total), los costos de las elecciones aumentaron considerablemente. Los candidatos políticos, que necesitaban mayores fuentes de financiación, recurrieron a los zaibatsu y otros patrocinadores que también tenían intereses políticos creados.
Además, las mujeres todavía no tenían derecho a votar.